# Confession sexuelle d'un anonyme russe
Pour les articles homonymes, voir Confession (homonymie).
Confession sexuelle d'un anonyme russe est un ouvrage érotique français du XXe siècle. L'histoire, centrée sur la vie sexuelle du protagoniste, se déroule en Ukraine et en Italie à la fin du XIXe siècle. Qualifiée d’« autobiographie sexuelle » par l’auteur lui-même, cet écrit intime révèle comment un être pourtant disposé à mener une vie conformiste se laisse emporter par ses penchants érotiques et finit par ne plus pouvoir maîtriser ses pulsions. Ces pages, déposées anonymement dans la boîte aux lettres de Havelock Ellis, l’un des pionniers de la sexologie, servirent d’objet d’étude avant d’être publiées. Décrivant la dérive morale d’un être dont la vie a été guidée par la sexualité, ce livre érotique reste sans équivalent dans notre littérature.